# Knalbonbon

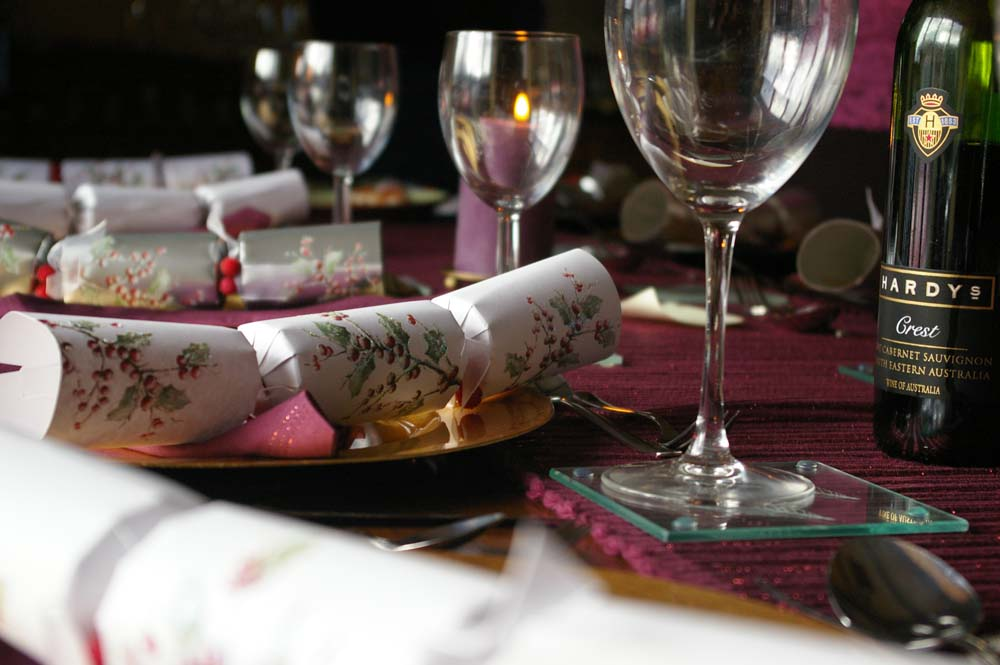
Knalbonbons op tafel tijdens het kerstfeest

Een knalbonbon is een kartonnen buisje dat in bont gekleurd papier is verpakt en waarin zich ofwel speelgoed bevindt, ofwel een papiertje met een spreuk of grap erop. Knalbonbons werden in 1847 in Londen uitgevonden door Tom Smith en vormen een traditioneel onderdeel van het kerstfeest, om welke reden ze in het Engels als ‘Christmas crackers’ bekendstaan.
Traditioneel worden ze vóór de maaltijd op de feestdis gelegd, naast het bestek. Om de knalbonbons te openen, moeten de uiteinden eraf getrokken worden; deze zijn in de buis vastgeklemd middels staafjes waarop zilverfulminaat zit, hetgeen tijdens het openen een knallend geluid voortbrengt. Traditiegetrouw openen twee mensen de knalbonbon gelijktijdig; de inhoud is dan bestemd voor degene die het buisje in handen heeft wanneer een van de uiteinden losgerukt is.
Het speelgoed in de knalbonbon bestaat heden meestal uit een papieren kroontje, een plastic autootje of een ander kunststof kleinood. De papiertjes bevatten woordspelingen of raadseltjes. Oorspronkelijk, in de 19de eeuw, stonden verzen op de papiertjes. De zoon van Tom Smith, Walter, begon de teksten in de vroege 20ste eeuw te diversifiëren.